# Ken McMullen
Pour les articles homonymes, voir McMullen.
Ken McMullen, né le 31 août 1948 à Manchester (Angleterre du Nord-Ouest), est un artiste visuel interdisciplinaire ainsi qu'un réalisateur, scénariste et producteur de cinéma indépendant britannique.
En France, le réalisateur est surtout connu pour son film Ghost Dance (1983) mettant en vedette Pascale Ogier et le philosophe Jacques Derrida ainsi que pour le film historique 1871 (1990), consacré à la Commune de Paris, présenté dans la section Un certain regard du Festival de Cannes 1990. L'acteur Dominique Pinon a joué dans plusieurs de ses films.

## Biographie
Les films de McMullen comportent de nombreuses références à la philosophie, l'histoire, la psychanalyse et la littérature. L'exposition Signatures de l'invisible de McMullen a réuni des artistes et des scientifiques travaillant au CERN, le Conseil européen pour la recherche nucléaire situé près de Genève. Ses autres travaux consistent notamment à filmer des conversations avec des physiciens au Centre de l'accélérateur linéaire de Stanford, ce qu'il décrit comme « la réalisation d'un journal de la transition de la culture humaine », car il pense que la physique arrive à un autre point de basculement. Son œuvre Arrows of Time est une nouvelle forme radicale de cinéma composée de 40 courts-métrages interchangeables qui traitent de littérature, de philosophie et de physique contemporaine. Elle a été présentée en première au Musée d'Art moderne de San Francisco en avril 2007.
À la fin des années 1990 et au début des années 2000, McMullen a également donné des cours dans ce qui était alors le London College of Printing and Distributive Trades - aujourd'hui le London College of Communication.
Il vit à Londres.

## Filmographie non exhaustive
- 1972 : Joseph Beuys at the Tate and Whitechapel
- 1974 : Lovelies and Dowdies
- 1976 : Résistance (Resistance), sorti en 1997 en France
- 1979 : Patrick Heron
- 1980 : Patrick Hughes
- 1983 : Ghost Dance
- 1984 : Being and Doing
- 1985 : Zina, comparable à une Antigone du XXe siècle, la fille titulaire de Léon Trotski discute des souvenirs de sa vie et de son père avec le professeur Kronfeld, psychothérapeute berlinois.
- 1987 : Partition (en), la tourmente qui a entouré le transfert du pouvoir politique de l'Inde britannique aux mains des Indiens et la partition du sous-continent entre le Dominion du Pakistan et la République de l'Inde en 1947.
- 1990 : 1871, un film d'époque sur la montée et la chute de la Commune de Paris en 1871.
- 1990 : 1867
- 1993 : There We Are, John
- 1994 : Lucky Man, documentaire
- 1995 : Seven Sighs
- 2001 : Lumin de Lumine
- 2004 : Pioneers in Art and Science: Metzger
- 2004 : Art, Poetry and Particle Physics
- 2007 : Arrows of Time
- 2009 : An Organization of Dreams
- 2014 : OXI: An Act of Resistance
- 2020 : The Ghost Within, film
- 2021 : Moments with Mujica
- 2022 : Hamlet Within